# Кросс-культурная компетентность
Кросс-культурная компетентность (грамотность) (англ. сross-cultural competence) — область психологии, отвечающая за формирование у человека понимания культуры других. Кросс-культурная компетентности основана на осознании, что разнообразие — это объективная характеристика мировой культуры и движущая сила её развития. Различные аспекты формирования кросс-культурной компетентности, уровни её формирования рассматриваются в работе Р.Хенви «Достижимая глобальная перспектива».
Исследования Р.Хенви:
Р.Хенви выделяет 4 уровня кросс-культурной грамотности. На I уровне человек знакомится с поверхностными, бросающимися в глаза странностями. Эти особенности становятся расхожими стереотипами и воспринимаются как нечто экзотическое. На II и III уровнях мы проникаем в сущность глубинных особенностей культуры, контрастирующих с нашей собственной. Но если на II уровне эти особенности раздражают своей нелепостью и непохожестью, то на III они уже представляются по-своему оправданными, в какой-то степени рациональными. Лишь на IV уровне возможно восприятие культуры глазами её носителя. Этот уровень труднодостижим, но способность человека менять психологическую ориентацию делает возможным достижение хотя бы нескольких аспектов IV уровня. Этому поможет особое свойство человеческой личности – способность увидеть себя на месте другого человека.
Предназначение кросс-культурной компетентности.
Кросс-культурная компетентность призвана воспитывать эмпатию и трансспекцию, уважение чужих точек зрения, традиций и культур, готовность к мирному разрешению конфликтов.
Эмпатия — это способность увидеть себя на месте другого человека, а трансспекция — следующий шаг психического развития — это попытка мыслить и чувствовать так, как это делает другой человек, ассоциировать себя с ним, принимая как свои его убеждения и верования. Трансспекция отличается от эмпатии тем, что эмпатия — это способность пережить в собственной душе все то, что чувствует другой человек, но воспитанный в той же системе сознания, а трансспекция является проникновением в чужие верования, убеждения, взгляды, способность вживаться в чуждый эмоциональный контекст1. В современном обществе больше людей, обладающих этой способностью, чем в традиционном, потому что представителю индустриального урбанизированного общества чаще приходится менять социальные роли. Но готовность понять и разделить убеждения и чувства других людей не будет сформирована сама собой.
Кросс-культурную грамотность можно трактовать как составляющую глобального образования, обеспечивающую многоаспектность подходов и культурный плюрализм.
Содержание компетентностей межкультурного взаимодействия
| Ключевые компетентности                                                                                            | Базовые компетентности                                                                                          | Специальные компетентности                                                                         |
| --- | --- | -------------------------------------------------------------------------------------------------- |
| Осознание межкультурных различий и черт как необходимых элементов сосуществования                                  | Владение основами применения техники и информационных технологий в учебном и научно-исследовательском процессах | Знание культурных различий при межкультурном взаимодействии, осознание культурной индентичности    |
| Способность к социальной адаптации, к переосмыслению и изменению своей позиции с учетом социокультурного контекста | Владение деловым, иностранным и межкультурным стилем и языком общения                                           | Способность к самостоятельному принятию решений при непросредственном межкультурном взаимодействии |
| Понимание иностранного языка как средства коммуникации и построения реальной картины мира                          | Владение способами создания неконфликтной, комфортной психологической обстановки взаимодействия                 | Владение бесконфликтным стилем взаимодействия                                                      |
| Способность к самооцениванию и рефлексии в контекстве межкультурного взаимодействия                                | Коммуникабельность, сопосбность к сотрудничеству                                                                | |
| Способность к эмпатии, этнорелятивизму и толерантности                                                             | | |